# Grønt fluorescerende protein
Grønt fluorescerende protein (GFP) er et protein, der udviser lysegrøn fluorescens, når det udsættes for lys i det blå til ultraviolet område. Forkortelsen GFP refererer traditionelt til proteinet først isoleret fra vandmanden Aequorea victoria og kaldes nogle gange AvGFP. GFP'er er dog også fundet i andre organismer, herunder koraller, søanemoner, koraldyr, copepoder og trævlemunde. Forskerne Roger Y. Tsien, Osamu Shimomura og Martin Chalfie blev tildelt 2008 Nobelprisen i kemi den 10. oktober 2008 for deres opdagelse og udvikling af det grønne fluorescerende protein .

## Egenskaber
GFP fra A. victoria exciteres maksimalt af lys med en bølgelængde på 395 nm og har en mindre excitationstop ved 475 nm. Det fluorescerende lys der udsendes efter excitation har har et maksimum ved 509 nm, hvilket er i den nederste grønne del af det synlige spektrum. GFP fra det marine nældecelledyr Renilla reniformis har en enkelt større excitationstop på 498 nm. 

## Anvendelse
GFP er et fremragende værktøj inden for mange former for biologi på grund af dets evne til at danne en indre kromofor (den del af molekylet der absorberer lys) uden at kræve kofaktorer, genprodukter eller enzymer / substrater ud over molekylær oxygen.
I celle- og molekylærbiologi bruges genet for GFP hyppigt som et reportergen, der kobles til et andet gen til et protein af interesse. Det samlede genprodukt (protein) bliver fluorescerende og kan let detekteres i cellen, hvilket kan give nyttig information om proteinets lokalisering. Det er blevet brugt i modificerede former til at lave biosensorer, og der er blevet skabt mange dyr og planter, der udtrykker GFP, hvilket har demonstreret at genet kan udtrykkes i en given organisme, i udvalgte organer eller i celler af interesse. GFP kan introduceres i dyr, planter eller andre arter gennem transgene teknikker, og bevares i deres og deres afkoms arvemasse (genom). Til dato er GFP blevet udtrykt i mange arter, herunder bakterier, gær, svampe, planter, fisk og pattedyr, herunder i humane celler. 

## Begrænsninger i anvendelsen
De fleste kommercielt tilgængelige gener for GFP og lignende fluorescerende proteiner er omkring 730 basepar lange. Det naturlige protein har 238 aminosyrer. Dens molekylvægt er 27 kD. Derfor kan koblingen af GFP-genet til genet af et protein af interesse øge proteinets størrelse og molekylmasse betydeligt og kan forringe proteinets naturlige funktion eller ændre dets lokalisering eller transportbane inde i cellen.